# Стромовка
Стромовка (от чеш. strom — «дерево»), первоначально Королевский заповедник (чеш. Královská obora) — крупный парк к северу от центра Праги в районе Бубенеч. В настоящее время занимает 95 га. 

## История
Основан в XIII веке как королевский заказник для охоты на оленей; считается, что его основал Пржемысл Отакар II. В конце XV века Владислав II Ягеллон построил здесь охотничий домик, позднее перестроенный в летний королевский дворец. В XVI веке при Рудольфе II заказник стал приобретать черты ландшафтного парка. С 1804 года открылся для публики в качестве городского парка. Затем его площадь несколько раз сокращалась: при прокладке железнодорожных путей, строительстве Академии изобразительных искусств, пражского планетария, выставочного комплекса и т. п.
В настоящее время является пейзажным парком в английском стиле. Имеет охранный статус памятника природы а также памятника культуры.